# Apanteles angularis
Apanteles angularis är en stekelart som först beskrevs av Song, Chen och Yang 2006.  Apanteles angularis ingår i släktet Apanteles och familjen bracksteklar. Inga underarter finns listade i Catalogue of Life.